# Caprine
Caprinae este o subfamilie taxonomică a familiei Bovidae. Această subfamilie cuprinde genurile mai importante, Ovis și Capra care au în prezent 35 de specii.
Subfamilia cuprinde specii de talie mijlocie, care au coarne fiind animale erbivore, rumegătoare, paricaopitate. Masculii au coarne mai bine dezvoltate și sunt mai mari ca femelele. Arealul de răspândire al lor fiind Europa, Africa, America și Asia.

## Sistematică
| - Genul Pantholops - (Pantholops hodgsoni) - Genul (Naemorhedus) - (Naemorhedus baileyi) - (Naemorhedus caudatus) - (Naemorhedus goral) - (Naemorhedus griseus) - Genul (Capricornis) - (Capricornis sumatraensis) - (Capricornis milneedwardsii) - (Capricornis rubidus) - (Capricornis thar) - (Capricornis swinhoei) - (Capricornis crispus) - Genul Oreamnos - (Oreamnos americanus) - Genul Rupicapra - (Rupicapra rupicapra) - (Rupicapra pyrenaica) - Genul Myotragus † - (Myotragus balearicus) † - Genul Budorcas - (Budorcas taxicolor) - Genul Ovibos - (Ovibos moschatus) | - Genul (Ovis) - (Ovis orientalis), - (Ovis ammon) - (Ovis nivicola) - (Ovis dalli) - (Ovis canadensis) - Genul Ammotragus - (Ammotragus lervia) - Genul Pseudois - (Pseudois nayaur) - (Pseudois schaeferi) - Genul (Hemitragus) - (Hemitragus jemlahicus) - (Hemitragus jayakiri) - (Hemitragus hylocrius) - Genul (Capra) - (Capra walie) - (Capra sibirica) - (Capra ibex) - (Capra nubiana) - (Capra falconeri) - (Capra aegagrus) - (Capra caucasica) - (Capra cylindricornis) - (Capra pyrenaica) |

## Genuri fosile
Au fost identificate următoarele genuri fosile din subfamilia Caprinae:
- †Benicerus
- †Boopsis
- †Bootherium
- †Capraoryx
- †Caprotragoides
- †Criotherium
- †Damalavus
- †Euceratherium
- †Gallogoral
- †Lyrocerus
- †Makapania
- †Megalovis
- †Mesembriacerus
- †Myotragus
- †Neotragocerus
- †Nesogoral
- †Norbertia
- †Numidocapra
- †Oioceros
- †Olonbulukia
- †Pachygazella
- †Pachytragus
- †Palaeoreas
- †Palaeoryx
- †Paraprotoryx
- †Parapseudotragus
- †Parurmiatherium
- †Praeovibos
- †Procamptoceras
- †Prosinotragus
- †Protoryx
- †Pseudotragus
- †Samotragus
- †Sinocapra
- †Sinomegoceros
- †Sinopalaeoceros
- †Sinotragus
- †Sivacapra
- †Soergelia
- †Sporadotragus
- †Symbos
- †Tethytragus
- †Tossunnoria
- †Tsaidamotherium
- †Turcocerus
- †Urmiatherium